# Vanda
A Vanda lengyel eredetű női név, egy mondabeli királylány neve. Jelentése: vad nő.

## Gyakorisága
Az 1990-es években igen ritka név, a 2000-es években a 39-63. leggyakoribb női név.

## Névnapok
- január 26.,[2] szökőévekben február 27.
- február 25.[2]
- november 14.[2]

## Idegen nyelvi változatai
- Wanda (lengyel)
- Vantana (indiai)

## Híres Vandák
„Vanda” utónevű személyek szócikkeinek listája a Wikidata alapján